# Meer van Pusiano
Het Meer van Pusiano (Italiaans: Lago di Pusiano) ligt in de Italiaanse regio Lombardije op de grens van de provincies Como en Lecco. Het is een van de vier grote meren in de heuvelachtige Brianza.
Het meer wordt gevoed door de rivier de Lambro, afkomstig uit het Valassina, die het water afvoert richting Milaan. Aan de oostoever van het meer liggen drie plaatsen: Pusiano, Bosisio Parini en Garbagnate Rosa. Ten zuidwesten van het meer strekt zich langs de oevers van Lambro het regionale natuurpark Valle del Lambro uit.
In het meer ligt een eiland, Isola dei Cipressi dat privébezit is hoewel er geen verbod tot aanmeren geldt. De oevers van het meer zijn overwegend met riet begroeid, behalve in het zuidoosten waar de bossen tot het water reiken. Het Meer van Pusiano is populair bij watersporters; zo wordt er bijvoorbeeld veel gekajakt.
Albano · 
Alserio · 
Annone · 
Barrea · 
Bolsena · 
Bracciano · 
Campotosto · 
Comabbio · 
Como · 
Endine · 
Garda · 
Garlate · 
Idro · 
Iseo · 
Ledro · 
Lugano · 
Maggiore · 
Mergozzo · 
Misurina · 
Monate · 
Orta · 
Pusiano · 
Trasimeno · 
Varese · 
Vico · 
Viverone